# Yasutaro Matsuki
Yasutaro Matsuki (n. 28 noiembrie 1957) este un fost fotbalist japonez.

## Statistici
| Japonia | Japonia | Japonia |
| An      | Meciuri | Goluri  |
| ------- | ------- | ------- |
| 1984    | 3       | 0       |
| 1985    | 6       | 0       |
| 1986    | 2       | 0       |
| Total   | 11      | 0       |